# Oh Sang-eun
Oh Sang-Eun (Daegu, 13 de abril de 1977) é um mesa-tenista sul-coreano. 

## Carreira
Oh Sang-Eun representou seu país nos Jogos Olímpicos de 2000, 2004, 2008 e 2012, na qual conquistou a medalha de prata e bronze por equipes. 